# Racovița (okręg Dolj)
Racovița – wieś w Rumunii, w okręgu Dolj, w gminie Braloștița. W 2011 roku liczyła 461 mieszkańców.